# Бонифачо
Бонифа́чо (фр. Bonifacio, корс. Bunifaziu) — город и коммуна на юге острова Корсика, во французском департаменте Южная Корсика. Население — около 2700 человек (1999). Жители называются бонифачийцы (Bonifaciens).

## География
Город Бонифачо расположен на острове Корсика на побережье Средиземного моря, от острова Сардинии его отделяет одноимённый пролив; построен на длинной косе и почти крутой известковой скале, с хорошо защищенной, глубокой и просторной гаванью.

## История
Город Бонифачо был основан около 830 года пизанцем Бонифачио.
В войнах между корсиканцами, пизанцами, генуэзцами и арагонцами Бонифачо играл важную роль. В особенности для генуэзцев он был необходим как оплот для их торговли в тамошних водах. Ещё в 1554 году, когда после продолжительной бомбардировки город был передан соединенному войску французов и турок, он считался самым укреплённым городом Корсики.
Вплоть до первой половины XX века основными занятиями жителей острова были виноделие, ловля устриц, тунца и кораллов, торговля пробкой, воском, кожей, оливковым маслом, лесом и т. д.
В настоящее время значительную часть экономики острова занимает туризм. Главными достопримечательностями, свидетельствующими о былом величии города Бонифачо, являются церкви Санта-Мария-Маджиоре, Сан-Франческо (XIV век), Сан-Доминико (в готическом стиле, окончена в 1343 году) и госпиталь, основанный около 1300 года.

## Известные уроженцы
- Джузеппе Аббати  (1780—1850) – корсиканский офицер и филэллин, участник Освободительной войны в Греции